# Клит (Арад)
Клит (рум. Clit) насеље је у Румунији у округу Арад у општини Хашмаш. Oпштина се налази на надморској висини од 188 m.

## Становништво
Према подацима из 2002. године у насељу је живело 95 становника, од којих су сви румунске националности.